# David Tixier
Pour les articles homonymes, voir Tixier.
David Tixier (né le 16 septembre 1989 à Lagny-sur-Marne (77), en France) est un pianiste et claviériste, arrangeur et compositeur français de jazz. 

## Biographie
David Tixier commence son apprentissage à l’âge de onze ans sur le piano familial avant d’intégrer les conservatoires de Bordeaux et de Mont-de-Marsan où il commence un Diplôme d'Études Musicales (DEM) qu’il obtiendra au Conservatoire Régional de Paris (CRR) à l’unanimité du jury, dans la classe de Benjamin Moussay en 2012. 
Pendant ses études parisiennes, Giovanni Mirabassi le dirige dans son parcours pré-professionnel. En 2012, il intègre la classe d’Emil Spanyi à la Haute École de Musique de Lausanne (HEMU), en Suisse. Il en sort en 2014 avec un Bachelor of Arts en Composition et un Master of Arts en Performance Piano Jazz. 
Il achève sa formation musicale en 2018 à la Haute École de Musique de Berne (HKB) par un Master of Arts en Pédagogie Jazz, au cours duquel il suit l’enseignement de pianistes tels que Malcolm Braff, Django Bates, Colin Vallon, Bill Carrothers, Aki Takase. Il profite en sus à cette époque des leçons de Shai Maestro. 
Sur son chemin musical, David Tixier a pu enrichir son expérience au contact de Bob Mintzer, Chico Freeman, Sandy Patton, Julian Argüelles (DKSJ ALL-STAR), The New York Voices, Sachal Vasandani, Mike Moreno, George Robert, Guillaume Perret, Dado Moroni, Prabhu Edouard, Sangoma Everett, Yosuke Sato, Eric Watson. 
Il a de même, et dans un tout autre style, travaillé avec le chanteur lyrique Carlos Mena. 
En 2013, lors d'un concours international de jazz tenu à Bucharest, en Roumanie, David Tixier fait la connaissance de la batteuse croate Lada Obradović qui sera une partenaire de longue date par la suite, et pour la plupart de ses / leurs projets. 

## Influences
Le style musical de David Tixier est la somme de diverses influences de pianistes et autres musiciens de jazz tels que Chick Corea, Brad Mehldau, Kenny Kirkland, ou Oscar Peterson, mais aussi d'Avishai Cohen, Dave Holland, Jeff Tain Watts, Wynton Marsalis. Ainsi que d'influences issues de ces dernières décennies telles que Shai Maestro, Aaron Parks, Ambrose Akinmusire, Mark Guiliana, Gerald Clayton. L'influence de la musique pop, et électronique oriente également sa palette sonore.

## Activités et concerts
David Tixier est régulièrement invité à se produire au sein de festivals nationaux tels que La Défense Jazz Festival, Jazz A Vienne, Nancy Jazz Pulsations, etc.
Et également sur des festivals à l'international tels que Malasimbo Music & Art aux Philippines, Jazz A La Calle en Uruguay, Montreux Jazz Festival, Syros Jazz Festival en Grèce, etc. 

## Récompenses
- 2019: 1er Prix Concours La Défense Jazz Festival Paris, France avec le Obradović-Tixier Duo[7]
- 2018: 1er Prix Jazzhaus Piano Competition Concours International, Fribourg En Brisgau, Allemagne[8]
- 2018: 1er Prix Jazz A Vienne "ReZZo Focal", France avec le Obradović-Tixier Duo[9]
- 2018: « Révélations 2018 » Jazz Au Phare, Île de Ré, France avec le Obradović-Tixier Duo[10]
- 2018: 1er Prix Colmar Jazz Festival, France avec le Obradović-Tixier Duo[11]
- 2015: 2e Prix Concours International de Soliste de Jazz de Monaco[12]
- 2015: Demi- finaliste Concours Parmigiani Montreux Jazz Festival et UBS Prix du Public, Suisse[13]
- 2013: 1er Prix Jury et 1er Prix Public Tremplin des Rives Et Des Notes, Jazz A Oloron, France avec Less Than Four[14]

## Filmographie / Audiovisuel
- 2020 : « Dear You » clip vidéo du Obradovic-Tixier Duo[15]
- 2013 : « L'Amour Est Un Crime Parfait » des frères Larrieu, participation musicale (scène du buffet nordique, avec le groupe Less Than Four)[16]

## Discographie
- 2022 : A Piece Of Yesterday, Cristal Records[17]
- 2022 : Obradovic-Tixier Duo EP 2017, Cristal Records[17]
- 2021 : Because I Care, Cristal Records[17]
- 2020 : The Boiling Stories Of A Smoking Kettle, NAIM Records[18]
- 2019: Professor Seek & Mister Hide, Cristal Records[17]
- 2018: Universal Citizen feat. Mike Moreno & Sachal Vasandani, Neuklang[19]
- 2017: The Giant Corners feat. Sachal Vasandani, Unit Records[20]